# 6137 Johnfletcher
6137 Johnfletcher (tên chỉ định: 1991 BY) là một tiểu hành tinh nằm ở rìa ngoài của vành đai chính. Nó được phát hiện bởi Akira Natori và Takeshi Urata ở Trạm quan sát JCPM Yakiimo ở Shimizu, Shizuoka, Nhật Bản, ngày 25 tháng 1 năm 1991. Nó được đặt theo tên John Fletcher, một nhà thiên văn học Anh nghiệp dư.